# Gueorgui Sjirtladze
Gueorgui Sjirtladze (Georgia, Unión Soviética, 9 de noviembre de 1932-25 de marzo de 2008) fue un deportista soviético especialista en lucha libre olímpica donde llegó a ser subcampeón olímpico en Roma 1960.

## Carrera deportiva
En los Juegos Olímpicos de 1956 celebrados en Melbourne ganó la medalla de bronce en lucha libre olímpica estilo peso medio, tras el búlgaro Nikola Stanchev (oro) y el estadounidense Danny Hodge (plata). Cuatro años después, en las Olimpiadas de Roma 1960 ganó la medalla de plata en la misma modalidad.